# Dave Watson (futebolista nascido em 1946)
David Vernon "Dave" Watson (5 de outubro de 1946) é um ex-futebolista profissional inglês que atuava como defensor.

## Carreira
Dave Watson  fez parte do elenco da Seleção Inglesa de Futebol, da Euro 1980.